# Pietesas, Kreek van Lombardsijde, Het Geleed

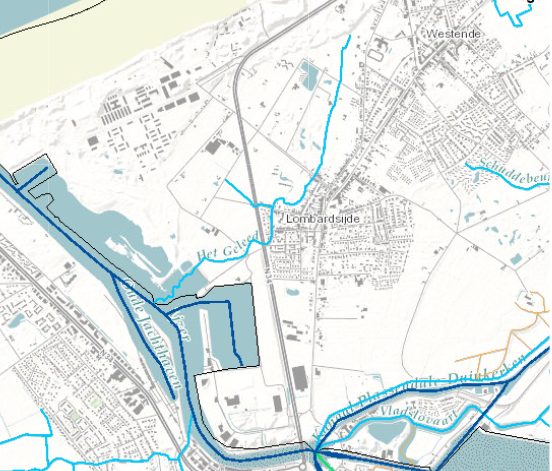
De waterloop Het Geleed mondt uit in de Kreek van Lombardsijde

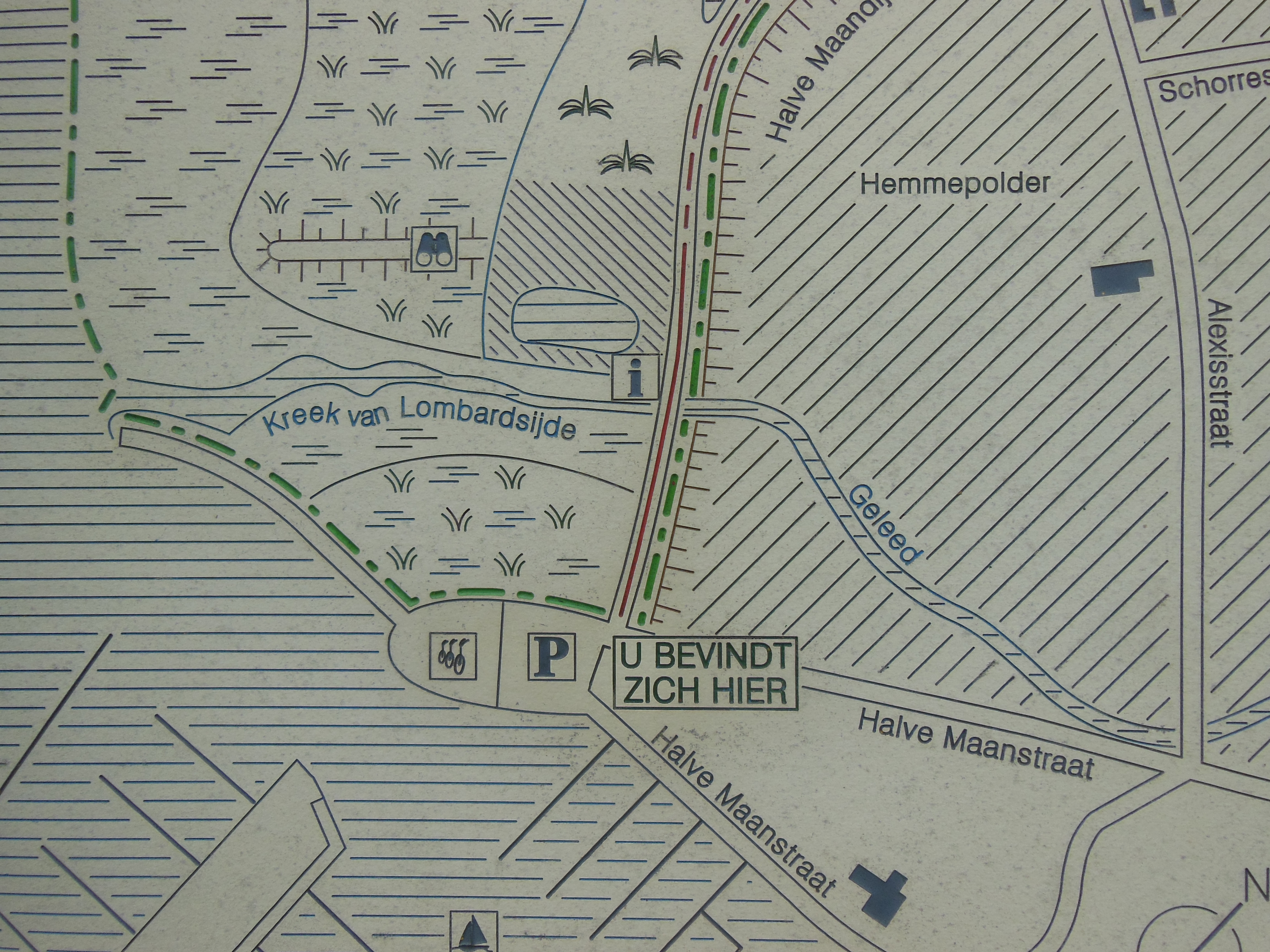
Schets van de omgeving van het Pietesas

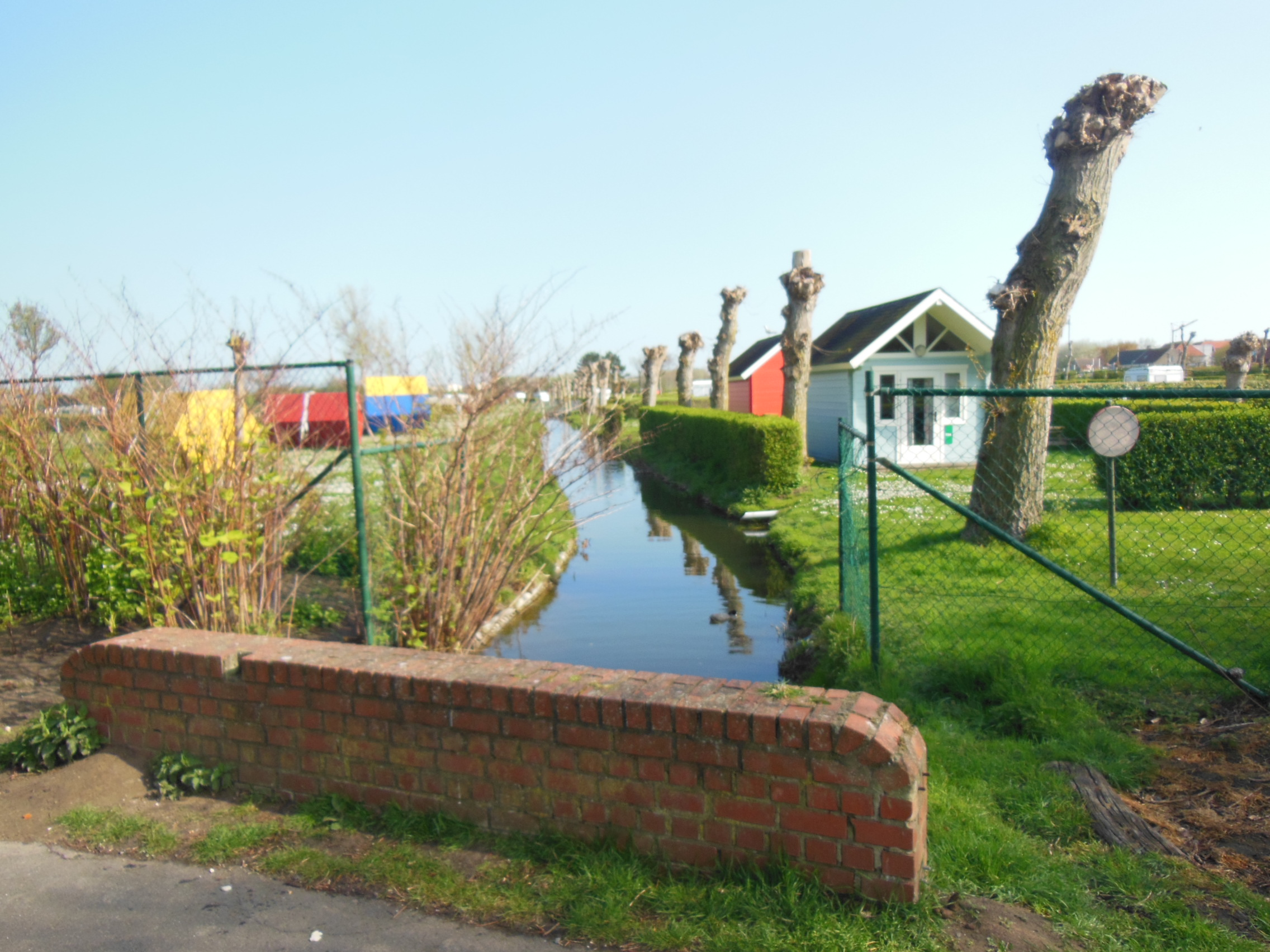
Het Geleed gezien vanaf de brug in de Strandjuttersdreef

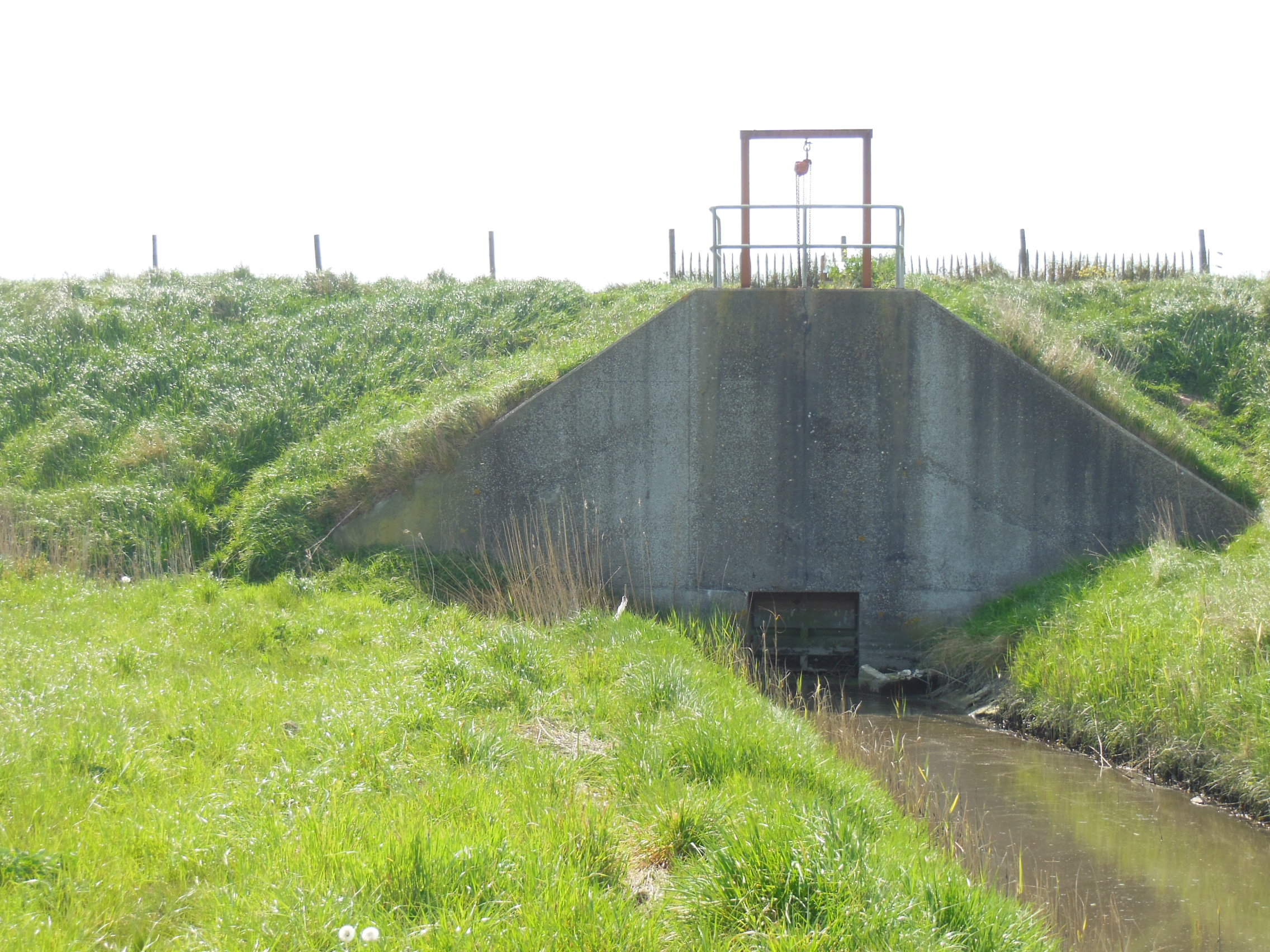
Het Pietesas in de Halvemaandijk; de doorgang is gesloten met een schot

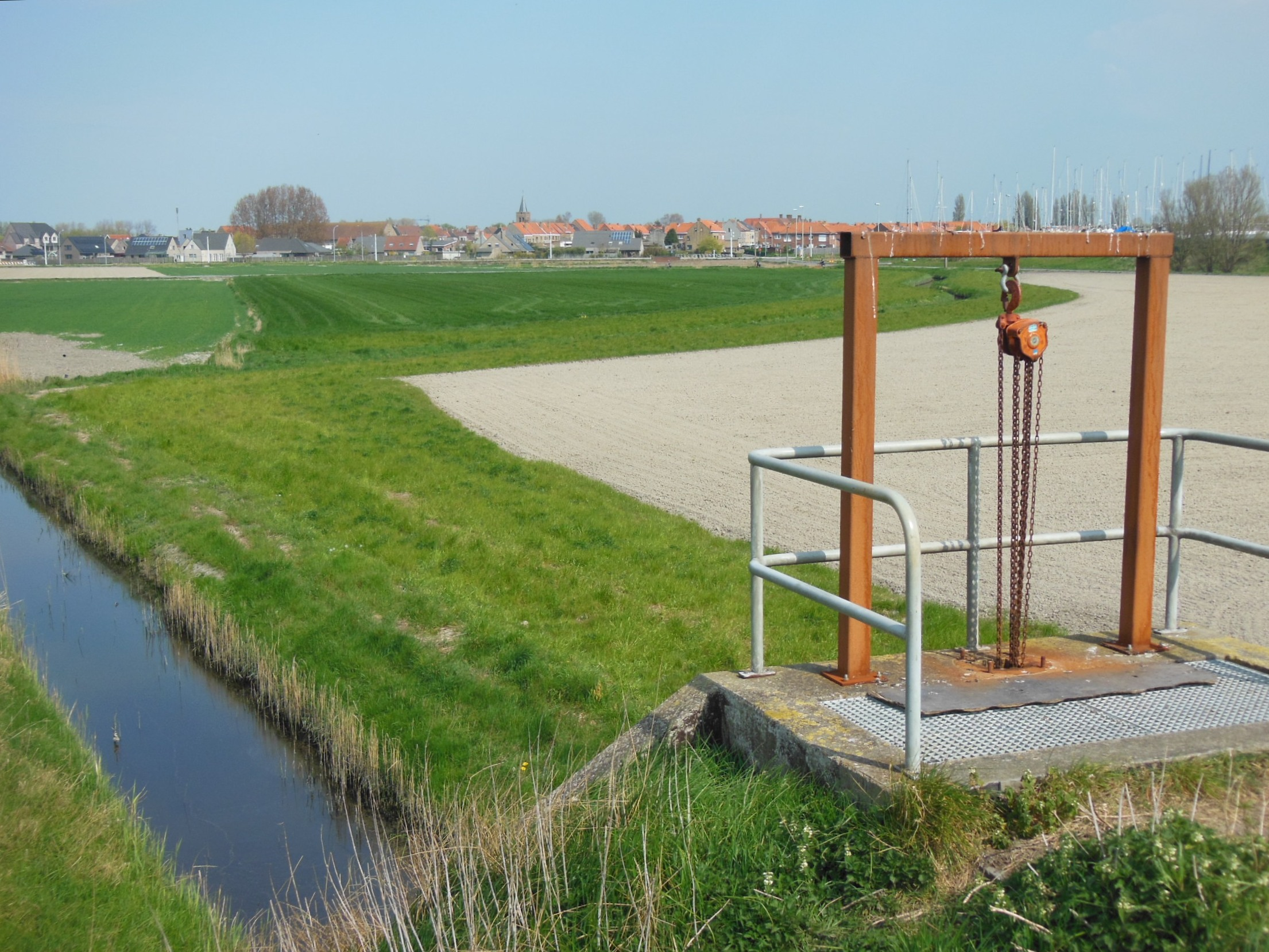
Pietesas met katrol en ketting om het schot te lichten. Het Geleed, een braakliggende strook en een akker. Op de achtergrond het dorp Lombardsijde

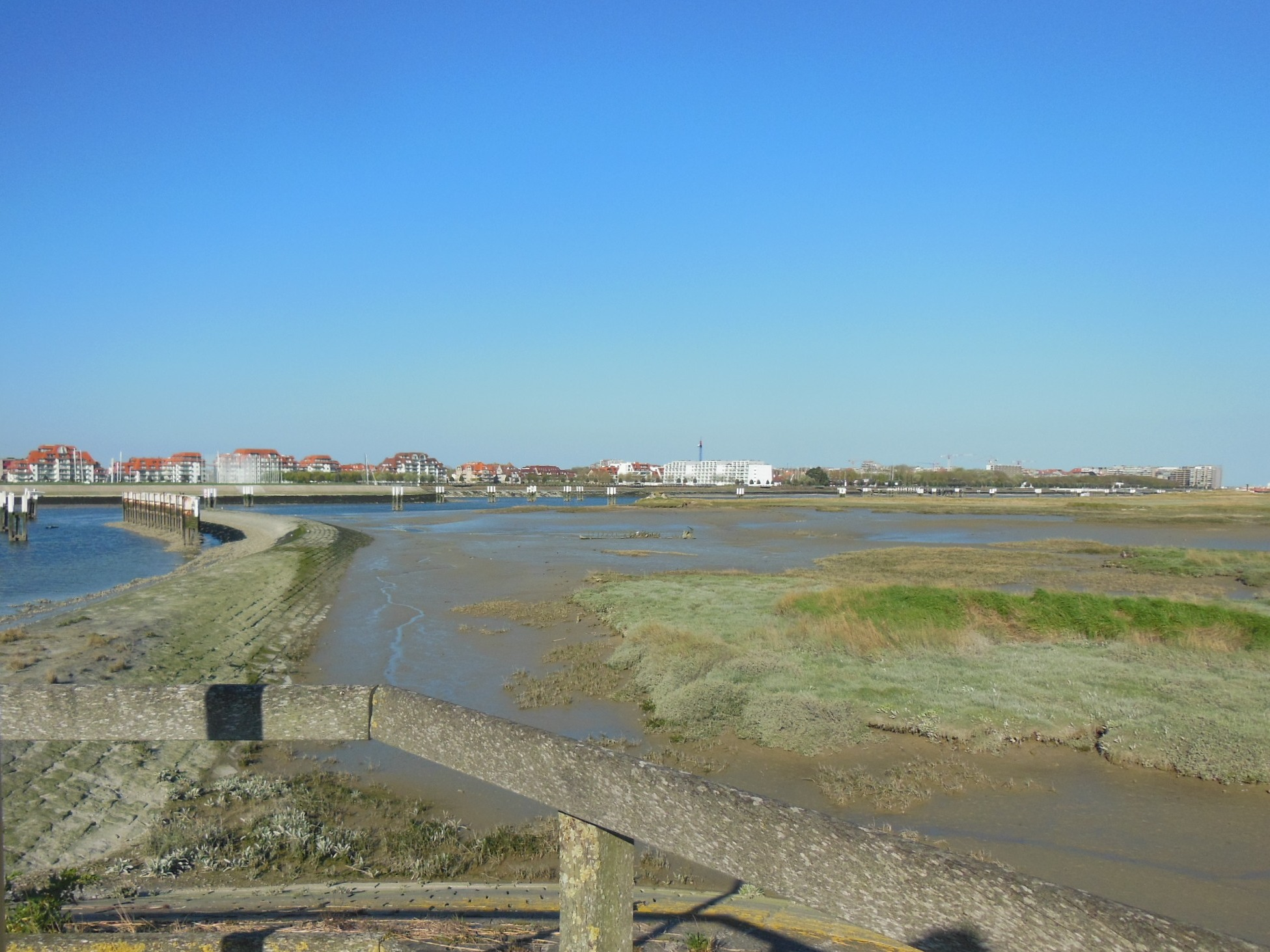
De Kreek van Lombardsijde, links de noordelijke dijk van en toegang tot de jachthaven Novus Portus. Op de achtergrond de IJzerhavengeul en gebouwen op de linkeroever van de IJzer

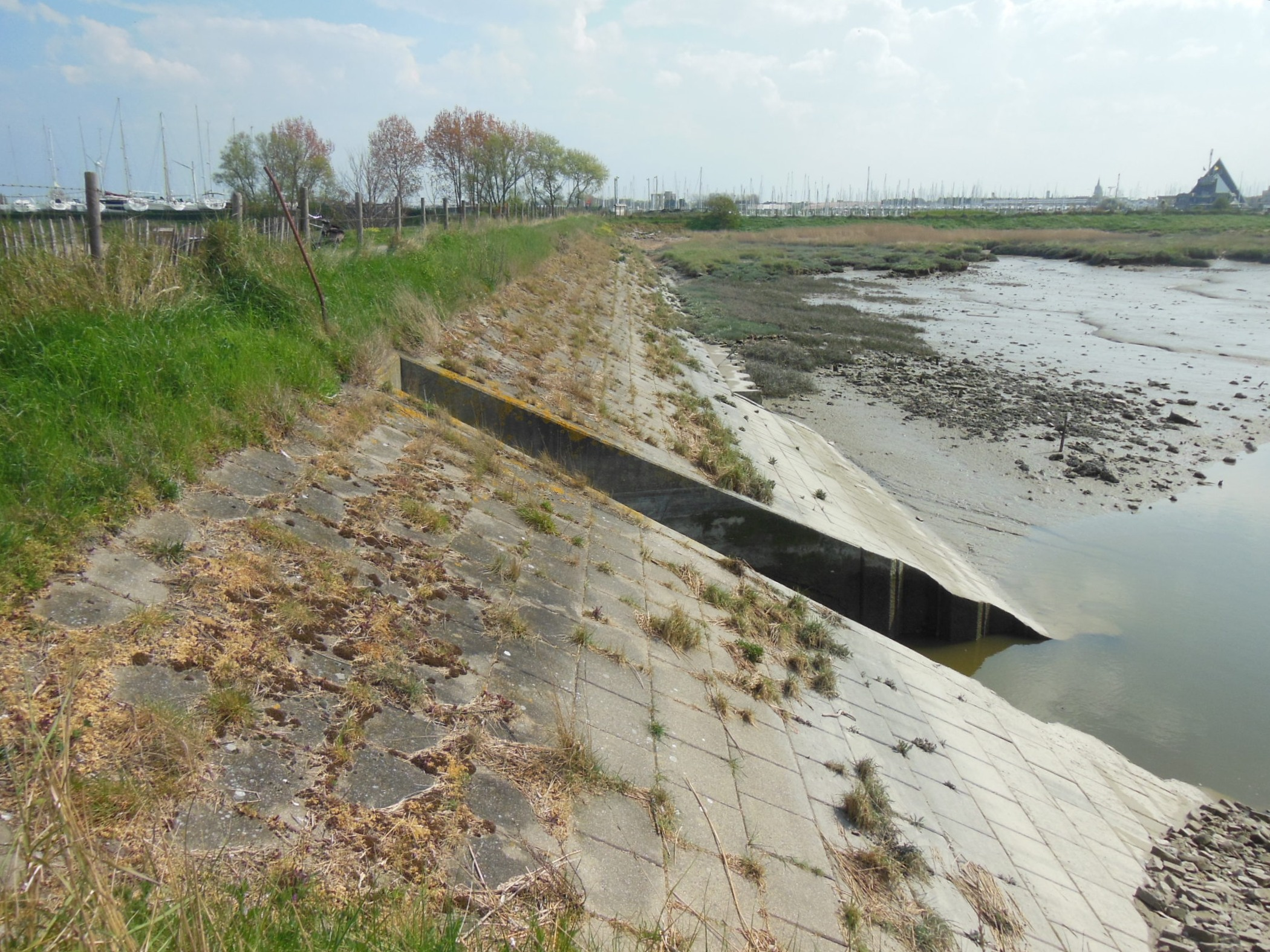
De monding van het Pietesas in de Kreek van Lombardsijde

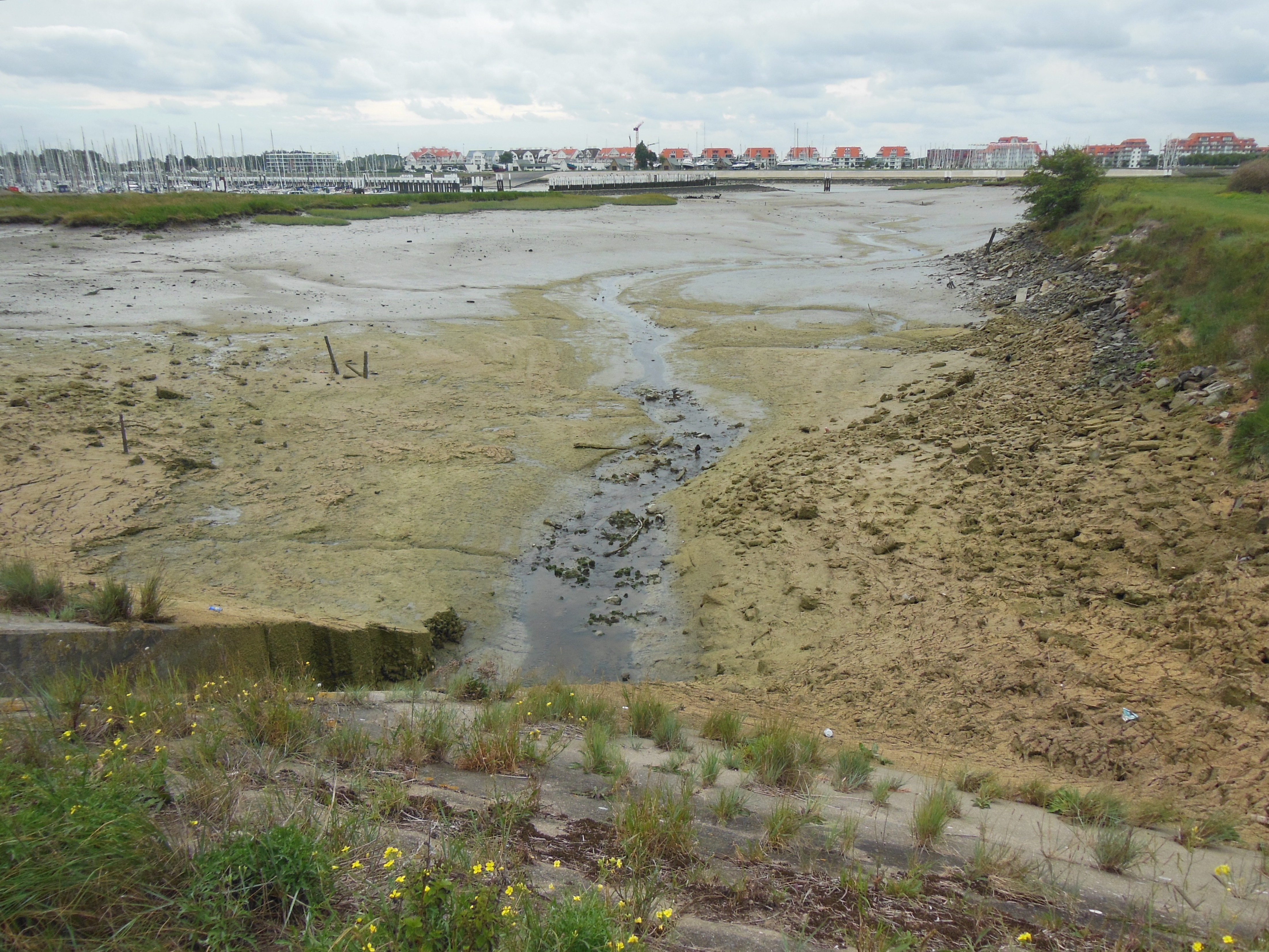
Droogliggende Kreek van Lombardsijde

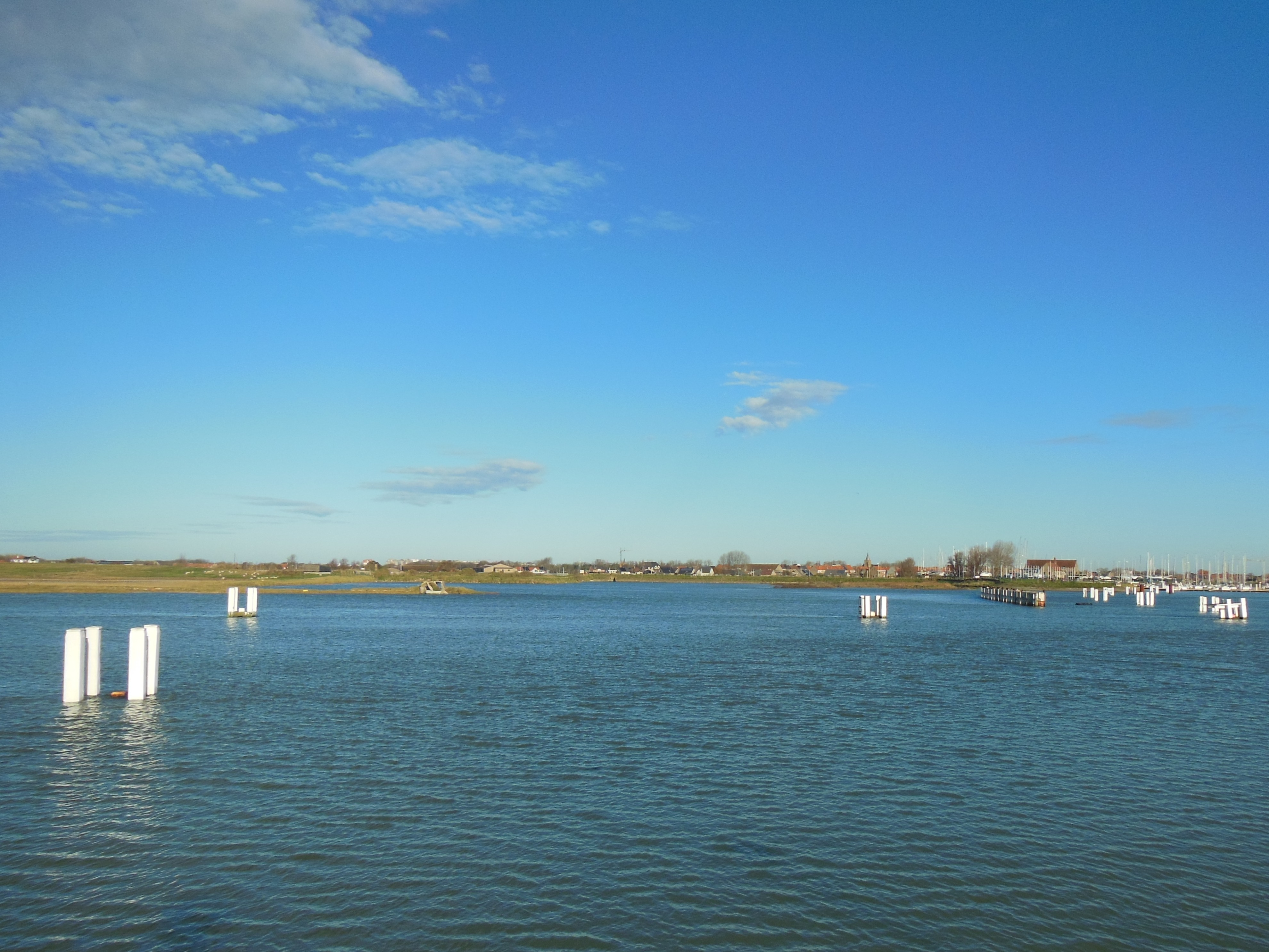
De Kreek van Lombardsijde bij vloed, gezien vanaf de linkeroever van de IJzer

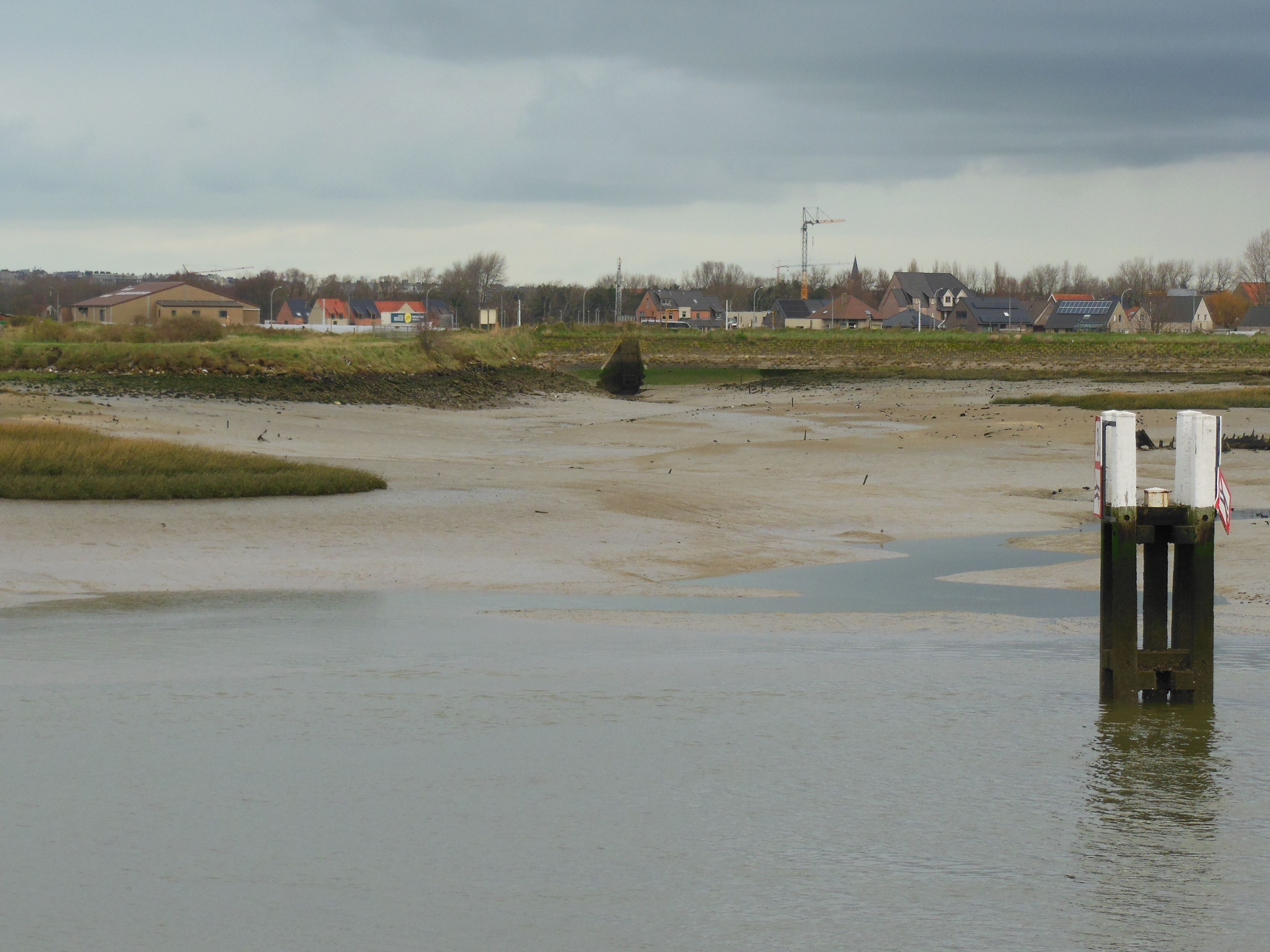
De Kreek van Lombardsijde bij lage tij, gezien vanaf de Kromme hoek

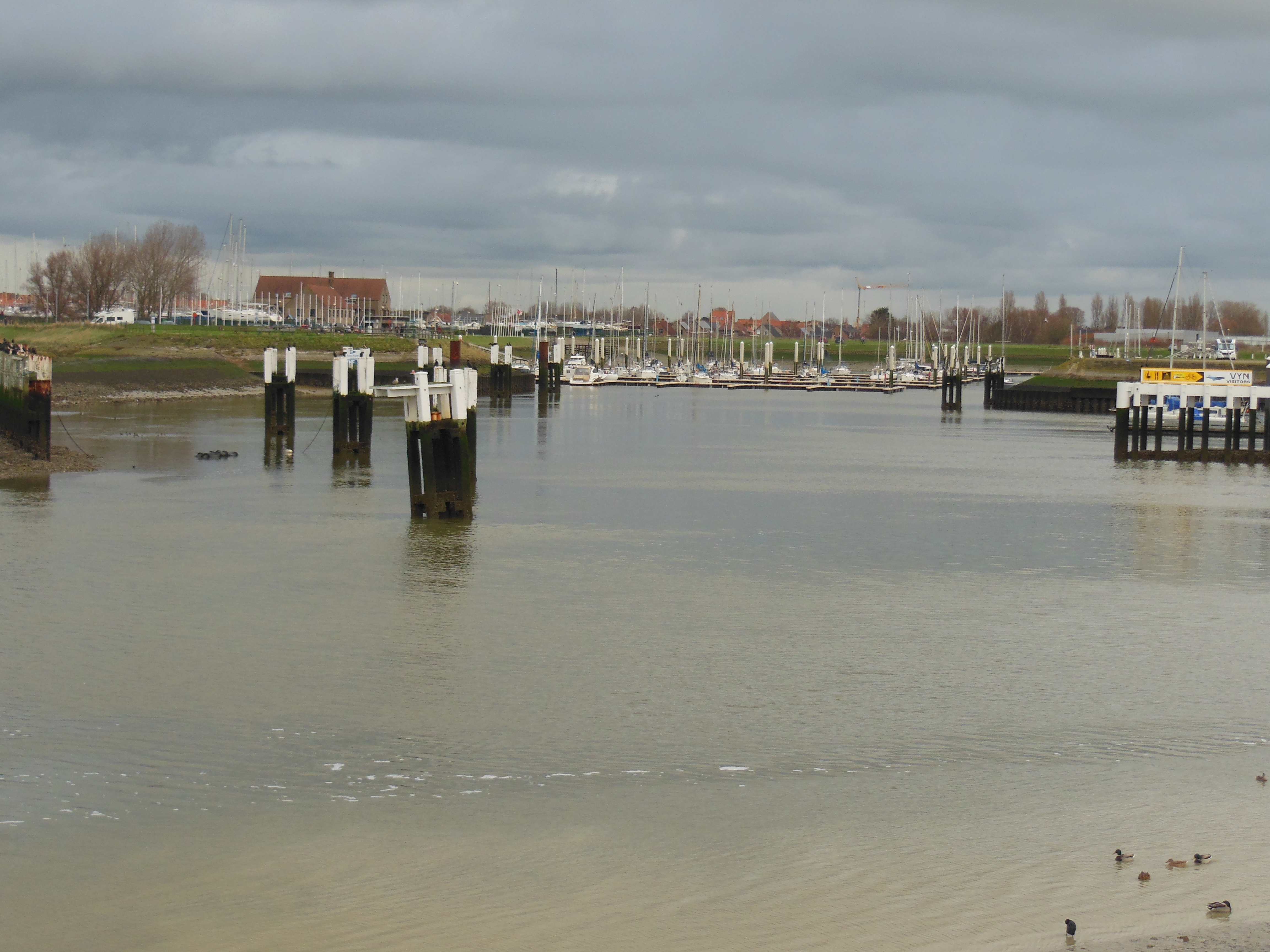
De toegang tot de jachthaven Novus Portus naast de Kreek van Lombardsijde, gezien vanaf de Kromme hoek bij lage tij

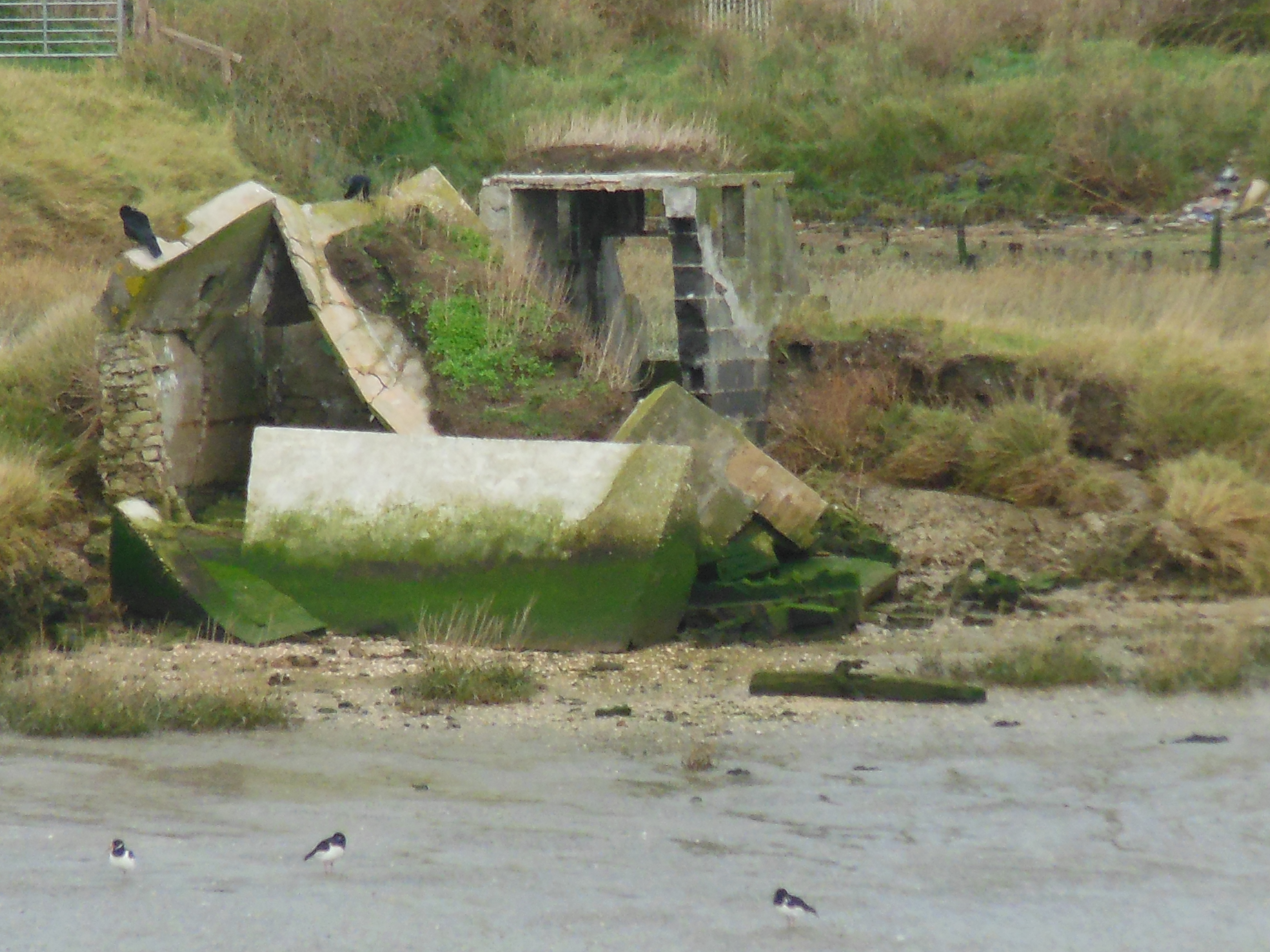
Ruïne van een bouwwerkje op een van de schorren in de Kreek van Lombardsijde, volgens Marc Becuwe zeer waarschijnlijk een voormalige jagershut, wellicht gebouwd in 1928

Het Pietesas, de Kreek van Lombardsijde en Het Geleed zijn drie bij elkaar horende onderdelen van een apart hydraulisch systeem dat het gebied tussen de Belgische plaatsen Nieuwpoort, Westende en Lombardsijde ontwatert en een rol speelde tijdens de Eerste Wereldoorlog.

## Ontstaan
De ontwatering van de omgeving van Nieuwpoort, de IJzer en de IJzermonding, de achterhaven en de Ganzepoot (Nieuwpoort), zijn niet het resultaat van een masterplan. Het Vlaamse kustlandschap en de hydrografie in het bijzonder, zijn het resultaat van natuurgeweld van water, wind en zee en van honderden jaren voortdurend menselijk ingrijpen.
Een paar duizend jaren geleden was de Vlaamse kustvlakte een moerassig gebied van schorren en geulen, ontstaan op het einde van de ijstijd. De bewoners pasten de natuurlijke omgeving aan. Ze legden land droog om er te wonen, gewassen te verbouwen en runderen te houden. Ze gebruikten de geulen en beken om zich te verplaatsen en goederen te verhandelen. Volgens de behoeften en mogelijkheden van het moment gingen ze dammen en keermuren bouwen, dijken opwerpen, geulen uitgraven, waterlopen omleiden en voorzien van gemalen, rabotten, spuisluizen, schutsluizen, sassen, overdrachten, bruggen, steigers.
Tot in de 12de eeuw was het gebied van Nieuwendamme tot Groenendijk (België) en Westende aan getijdenwerking onderhevig. Het bestond uit verlande schorren en stukken ingedijkt land. Het zeewater stroomde bij hoge tij door drie geulen het land binnen en bij lage tij, vermengd met water aangevoerd door de IJzer en andere waterlopen weer naar zee. Bij die geulen ontstonden nederzettingen van vissers, ambachtslui en handelaars. Enkele ervan groeiden uit tot zelfstandige steden: Nieuwpoort en Lombardsijde.
De afgaande tij was niet krachtig genoeg om het slib dat hoge tij meebracht terug naar zee te voeren. De meest noordelijke geul, gekend als het Ebgat, langs waar Lombardsijde rechtstreekse toegang had tot de open zee verzandde. Stormen en wind deden de rest. Enorme duinen sloten de rechtstreekse toegang tot de zee af. Lombardsijde verviel tot een dorpje. Het Ebgat werd herleid tot een kreek en een beek, Het Geleed.
Later werd een dijk opgeworpen om te beletten dat bij opgaande tij het water van de IJzer door de voormalige geul zou stromen en de nederzetting Lombardsijde bedreigen. Tegelijk moest ook een sluis gebouwd worden om bij lage tij zo nodig neerslagwater naar de IJzer te laten vloeien: het Pietesas.

## Pietesas
Het Pietesas is een uitwateringssluisje dat uitsluitend dient om water van Het Geleed te lozen. Het is een sluis dwars door de Halvemaandijk. Dergelijke sluis heet duikersluis of, omwille van haar kleine doormeter, kokersluis. Het is een eenvoudige constructie: een hefdeur (ook schuif, hefschot, schotdeur, scof, scofdeur, valschot) van ongeveer één vierkante meter. Het schot wordt met een ketting en katrol gelicht en neergelaten. Tot voor enkele jaren gebeurde dat met een tandwiel en heugelconstructie. Het sasje wordt bediend door een plaatselijke landbouwer. Hij opent het bij eb om water van Het Geleed te lozen in de Kreek van Lombardsijde en vandaar in de IJzer.

## De Kreek van Lombardsijde
De Kreek van Lombardsijde is een ruime inham van de IJzer ten westen van Lombardsijde en ten noorden van de jachthaven Novus Portus. Ze is ontstaan door de voormalige geul, af te sluiten met een dijk, de Halvemaandijk. De Kreek is een deel van het natuurreservaat IJzermonding.
Bij lage tij ligt de inham droog op een diepe met water gevulde geul na. Deze diepe geul is een overblijfsel van de vroegere noordelijke geul, het Ebgat. Bij hoge tij komt de inham helemaal onder water.
Historische foto’s tonen dat de vorm van de Kreek en haar oevers de laatste honderd jaar nauwelijks veranderd zijn.

## Het Geleed
Het Geleed is een niet bevaarbare bijna drie kilometer lange waterloop, beheerd door de Provincie West-Vlaanderen. De waterloop ontstaat in Westende aan de voet van de hoge duinen bij het kruispunt van de Bassevillestraat en de Essex Scottishlaan. Na 500 meter richting zuid doorheen campingterrein duikt de beek onder de Strandjuttersdreef. Vandaar vloeit de waterloop 700 meter weer pal zuid door campingterrein tot aan de Zeelaan, Lombardsijde. Ter hoogte van het huis met nummer 28 verdwijnt Het Geleed op een tiental meter van de straat onder de grond. Aan de overkant van de Zeelaan volgt het water zijn weg richting zuid langs de achterkant van de huizen aan de Hoogstraat. Na 250 meter maakt Het Geleed een bocht naar het westen, draait 150 meter verder weer naar het zuiden en duikt onder de Schoolstraat. Bij die duiker ontvangt Het Geleed het water dat aangevoerd wordt door een beek komend van het westen (de Schorrestraat) en stroomt dan naast de Schoolstraat weer richting zuid. Dan komt weer een bocht naar het westen, een duiker onder de N34 (Kustweg of Koninklijke Baan) en vervolgens 100 meter verder een duiker onder de Alexisstraat. 300 meter verder breekt Het Geleed langs het Pietesas door de Halvemaandijk om uit te monden in de Kreek van Lombardsijde en 250 meter verder in de IJzer.
Op zijn weg naar de IJzer ontvangt Het Geleed langs beken en riolen neerslagwater van de duinen in het westen, van de natuurlijke hoogten in het oosten gemarkeerd door de Nieuwpoort- en Lombardsijdelaan (N318) en van het vlak gebied tussen beide.
Het Geleed kan alleen lozen bij eb. Bij vloed moet het Pietesas gesloten worden en fungeert Het Geleed als wachtbekken. Bij heftige regenval of als gevolg van bebouwing kan het tijdsinterval om te lozen te kort zijn. De verkaveling “Havenzijde” houdt daarmee rekening door gepaste voorzieningen die functioneren als wachtbekkens.

## Eerste Wereldoorlog
Het commando van het Belgische leger en de compagnie Sapeurs-Pontonniers waren verantwoordelijk voor de Inundatie van de IJzervlakte. De voorste lijn van de gevechtszone, het front, was tot 1917 bezet door Franse troepen van de zee tot Ramskapelle. Van Ramskapelle tot Boezinge was het front bezet door het Belgische leger. Het laatste jaar van de oorlog nam het Belgische leger ook het Franse deel van het front over.
Om hun defensieve stellingen van de zee tot Ramskapelle, te versterken stelden de Franse troepen een inundatie noord van de Halvemaanstraat tot het dorp Lombardsijde. Luitenant Jeannin van de Marinefuseliers installeerde een sas met een automatisch werkend luik. Het scharnierend luik ging open wanneer het water bij vloed hoger stond in de Kreek dan aan de andere kant van de dijk. Het luik sloot zich bij afgaande tij automatisch onder druk van het terugstromend inundatiewater. Timmerlui van de Franse marinefuseliers maakten het in de werkplaats van de Compagnie Sapeurs-Pontonniers.
De inundatie van Het Geleide strekte zich uit over een oppervlakte van 400 bij 500 meter, de Hemmepolder, tot aan de voet van de hoogte waarop Lombardsijde dorp gebouwd is. Ze wordt door Van Pul niet vermeld.